# 9K31 Sztrela–1

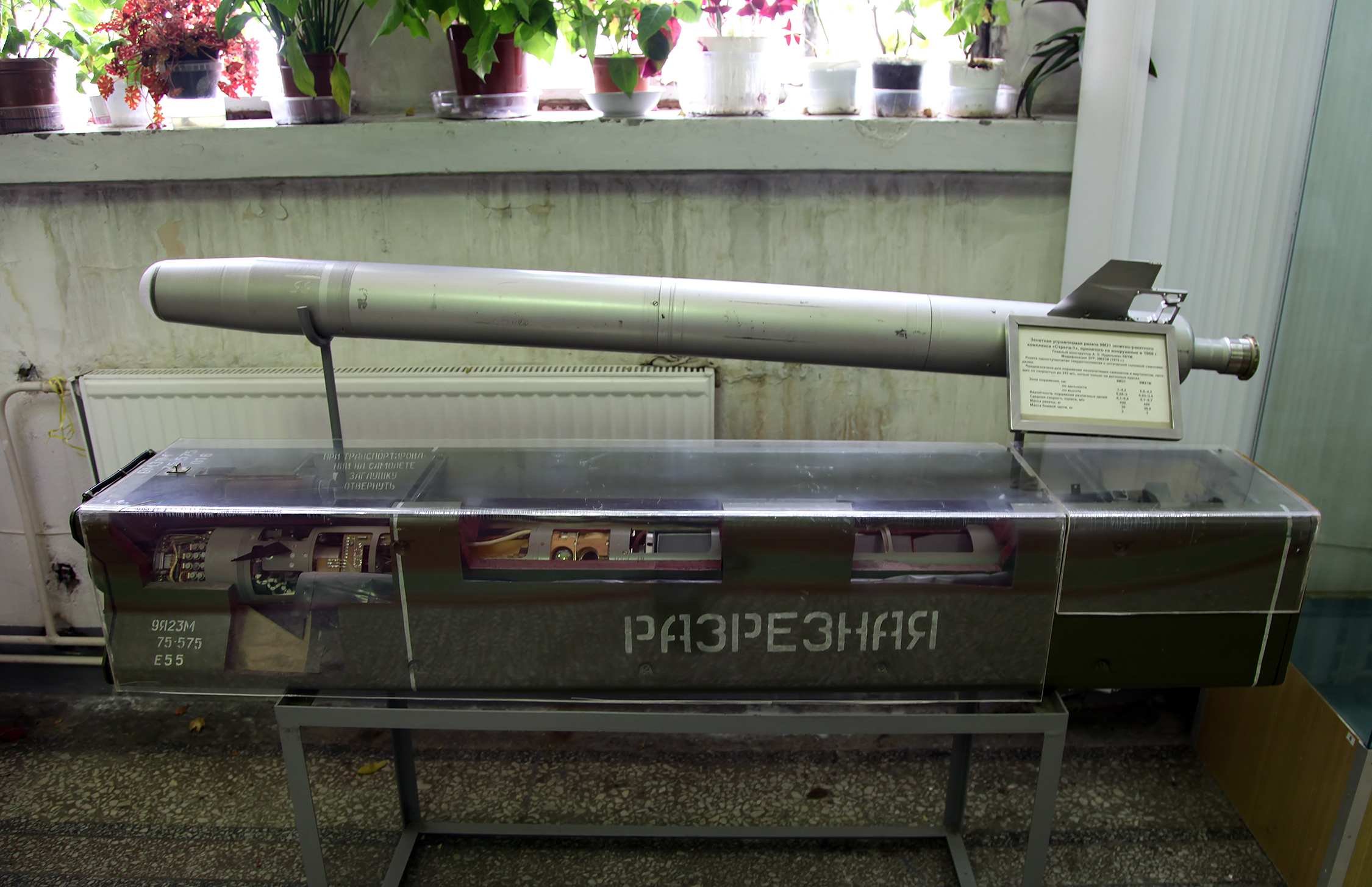
A rendszerhez tartozó 9M31 rakéta

A 9K31 Sztrela–1 (NATO-kódja: SA–9 Gaskin) a Szovjetunióban az 1960-as években kifejlesztett, páncélozott járműre telepített, kis hatómagasságú önjáró légvédelmi rakétarendszer. Hordozójárműve az úszóképes BRDM–2 felderítő harcjármű átalakított változata, amely két pár (összesen négy darab) szállító–indító konténert hordozhat. A rakétarendszerhez a 9M31 (GRAU-kód) légvédelmi rakétát alkalmazzák. Modernizált változata a Sztrela–1M, melyhez a 9M31M légvédelmi rakétát használják.

## Története
A Sztrela–1 rendszer fejlesztése a Szovjetunió Minisztertanácsának 1960-as rendeletét követően kezdődött el, mely egy kis hatómagasságú csapatlégvédelmi rakéta kifejlesztését és hadrendbe állítását célozta. Egyidejűleg két kis hatómagasságú rendszer fejlesztése folyt. A később Sztrela–2 nevet kapott rendszer tervezését és fejlesztését a kolomnai KBP tervezőirodában végezték Borisz Savirin vezetésével, míg a későbbi Sztrela–1 rendszert az OKB–16 (később Tocsmas) tervezőiroda fejlesztette Alekszandr Nudelman vezetésével. Az OKB–16-nál tervezett rakétához a CKB–589 (később Geofizika) tervezőiroda készítette az infravörös önirányító berendezést, míg a későbbi Sztrela–2 rakéta önirányító berendezésének fejlesztése a leningrádi LOMO vállalatnál folyt. A két rendszer párhuzamos fejlesztését a Szovjetunióban addig nem használt új fegyverrendszer magas technológiai kockázata indokolta. Végül mindkét fejlesztési program sikeres lett, így később döntés született arról, hogy az OKB–16 Sztrela–1 rakétájának megnövelik a hatótávolságát és a hatómagasságát. Ez végül nagyobb starttömeget és nagyobb geometriai méreteket eredményezett, ezért a rendszer járműre telepítése mellett döntöttek (míg a Sztrela–2 hordozható rendszer maradt).
A Sztrela–1 rendszert 1968 áprilisában rendszeresítették a Szovjet Hadseregben. A hordozó jármű sorozatgyártása Szaratovban folyt, a 9M31 GRAU-kódot kapott rakétát pedig a kovrovi Gyegtyarjov Gyárban gyártották (ugyanott, ahol a Sztrela–2 rendszer összes eleme is készült). Modernizált változatát, a Sztrela–1M-et 1970-ben rendszeresítették.